# カール・アンドレ
カール・アンドレ（Carl Andre、1935年9月16日 - 2024年1月24日）は、20世紀のアメリカ合衆国の彫刻家、詩人。ミニマル・アートを代表するアーティストの1人。

## 生涯と作品
- 1935年 、マサチューセッツ州クインシーに生まれる。
- 1950年代よりコンスタンティン・ブランクーシの彫刻に影響を受け、『ピラミッド』（1959年）など木を組み合わせた 立体作品を制作。
- 1958-59年、フランク・ステラとアトリエを共有し、当時のステラの直線や単色などの最小限に純化された画面構成に影響を受け、作品にとりいれるようになる。
- 1966年、耐火レンガをつなげて床に1列に置いた『レヴァー（てこ）』を発表。以後ブロックのほか金属、石など、素材を加工しないでそのまま床に広げた作品を発表し、彫刻の形態と配置に新しい可能性を開き、後の美術に影響を与える。アンドレの作品は、常に展示される空間を考慮して、現場で構想されており、展示空間のサイズ、採光などと関連を持った、サイトスペシフィックなインスタレーション作品となっている。前衛的な詩の作品も発表し、ベトナム戦争に反対する運動にも積極的にかかわるなど政治的な関心も強い。
- 1978年には、アート・エージェンシー・トウキョウ（東京・南青山）にて個展を開催、初来日。105枚のアルミニウム板を、入口から右側に1枚、次に左に2枚、次いで再度右に3枚と置いてゆき、14個の形態を作り出す作品『14個のアルミニウム基数第Ｘ番』を発表した。
- 1985年、アナ・メンディエタと結婚。メンディエタが窓から落下。アンドレは殺人容疑で逮捕される[1]。
- 2024年、「カール・アンドレ　彫刻と詩、その間」（DIC川村記念美術館）を開催。
- 2024年1月24日、死去。88歳没[2]。